# Agave albomarginata
Agave albomarginata är en sparrisväxtart som beskrevs av Howard Scott Gentry. Agave albomarginata ingår i släktet Agave och familjen sparrisväxter. Inga underarter finns listade i Catalogue of Life.